# Кралство Италия
Италианското кралство или Кралство Италия (на италиански: Regno d'Italia) възниква при обединението на монархически европейски държави на Апенинския полуостров, чиито съвкупни територии съвпадат приблизително с тези на днешната Италианска република.
Кралството е създадено през 1861 г. след историческия период на Рисорджименто от Сардинското кралство, управлявано от кралете от Савойската династия.
При управлението на крал Виктор Емануил II през 1860 г. Херцогство Парма и Пиаченца, Херцогство Модена и Ерцхерцогство Тоскана след всенародно гласуване решават да се обединят със Сардинското кралство, създавайки Кралство Италия. Още същата година новородената държава завоюва Кралството на двете Сицилии с помощта на Джузепе Гарибалди и неговият Поход на хилядата, както и районите Романя, Марке и Умбрия от Папската държава. Тези територии са присъединени след всенародно гласуване.
През януари 1861 г. гражданите на новата държава за първи път избират италиански парламент. От почти 26 милиона души могат да гласуват само 419 938 души (почти 1,8% от цялото население). Този първи парламент се състои от 85 депутати.
Първият акт на италианския парламент е да провъзгласи Виктор Емануил II за крал на Италия, което става на 17 март 1861 г. През 1866 г., след победата в Австро-пруската война, Италия отнема регион Венето от Австрийската империя. През 1870 г. италианските войски превземат Рим и регион Лацио, временно преустановявайки съществуването на Папската държава. Рим официално става столица на Италия (след Торино и Флоренция).
Следващите крале на Италия са Умберто I (1878 – 1900 г.), убит от анархиста Гаетано Бреши, и Виктор Емануил III (1900 – 1946 г.). При управлението на Виктор Емануил III през 1919 г., непосредствено след края на Първата световна война, Италия присъединява Трентино-Южен Тирол, Гориция с Фриули-Венеция Джулия, Триест с Истрия и Задар. Риека се обединява с Италианското кралство през 1924 г.
През 1920 г. Бенито Мусолини създава фашистка партия, а през 1923 г. става Председател на Министерския съвет и впоследствие диктатор на Италия (1925 г.).
В навечерието на Втората световна война Италия се присъединява към т. нар. Тристранен пакт, като на 10 юни 1940 г., в самия край на битката за Франция, влиза във войната. След Съюзническия десант в Сицилия през 1943 г. Италия сваля от власт Бенито Мусолини и подписва примирие с Антихитлеристката коалиция, като обявява война на Германия на 13 октомври 1943 г., а италианската армия се сражава срещу германските войски на фронтовете в Италия, Югославия, Гърция, Албания и Франция. Вермахтът окупира и запазва контрола върху северната и част от централната част (до юни 1944 г.) на Италия; в Северна Италия след освобождението на Мусолини от Ото Скорцени е образувана Република Сало, просъществувала до 25 април 1945 г.
След Втората световна война Италия губи полуостров Истрия и градовете Риека и Задар, взети от Титова Югославия. Виктор Емануил III абдикира в полза на сина си Умберто II, но на 2 юни 1946 г. италианците избират чрез референдум Италия да стане република.